# Home and Dry
Singles de Pet Shop Boys
Break 4 Love
(2001) I Get Along
(2002)
Home and Dry est une chanson du duo britannique Pet Shop Boys extraite de leur huitième album studio, Release, paru le 1er avril 2002.
Le 18 mars 2002, deux semaines avant la sortie de l'album, la chanson a été publiée en single. C'était le premier single tiré de cet album.
Le single a atteint la 14e place au Royaume-Uni.